# Арнолд Бьоклин
Арнолд Бьоклин (на немски: Arnold Böcklin) е швейцарски художник символист. Той е известен с петте варианта на своята картина „Островът на мъртвите“ (Die Toteninsel), първият от които е създаден през 1880 г.

## Живот и творчество
Роден е в Базел на 16 октомври 1827 г. в немскоговорещо семейство. Учи в Дюселдорф, където става част от Дюселдорфската художествена школа и се сприятелява с художника Анселм Фойербах. Повлиян е от Романтизма и първоначално рисува само пейзажи. След време сюжетът на картините му се променя. Бьоклин започва да изобразява митологични и фантастични фигури с мрачен фон, съчетани с фиксация на тема смърт.
Пътешества из различни страни: Белгия, Франция, Италия. В Рим художникът се задържа цели пет години и сериозно се занимава с изучаването на митологията и историята на религията.
След връщането си в Германия през 1857 г. Бьоклин следва в Академията за изобразителни изкуства във Ваймар, след което отново заминава за Италия, този път в Неапол. След това художникът работи ту в Швейцария, ту в Германия.
През 1892 г. Бьоклин окончателно напуска родината си поради влошено здраве. Заселва се в една вила недалеч от Флоренция.
Бьоклин умира през 1901 г., оставяйки след себе си творби, които имат многобройни почитатели, очаровани от странностите на неговото необикновено въображение, от поетичността на символиката му и характерната немска сантименталност.
Произведенията му повлияват редица по-късни художници и композитори, сред които Сергей Рахманинов, Макс Регер, Макс Ернст, Салвадор Дали и Джорджо де Кирико. Последният описва творчеството на Бьоклин така:
| „ | Метафизичната сила на Бьоклин винаги произтича от прецизността и тежестта на една добре определена форма... Всяка една от картините му шокира по един и същи дестабилизиращ начин. | “ |

## Галерия
- Пейзаж с руини на замък, 1847
- Госпожа Бьоклин, 1863
- Художникът и неговата съпруга, 1863/64
- Фавн, свирещ на косъм, 1863
- Кентавромахия, 1873
- Тритон и Нереида, 1877
- Вила край морето, 1878
- В играта на вълните, 1883
- Островът на мъртвите, трета версия, 1883
- Отшелникът, 1884
- Играта на наядите, 1886
- Пиратско нападение, 1886